# Ignatius von Santhià
Ignatius von Santhià (bürgerlich: Laurentius Mauritius Belvisotti, * 5. Juni 1686 in Santhià, Italien; † 22. September 1770 in Turin, Italien) war ein italienischer Priester und Kapuziner. Er ist ein Heiliger in der katholischen Kirche.
Laurentius Mauritius Belvisotti, so sein Geburtsname, empfing 1710 die Priesterweihe und trat 1716 unter den Ordensnamen Ignatius dem Kapuzinerorden bei. Danach wirkte er in den Ordenskonventen von Saluzzo und Turin. Ab 1731 war er als Novizenmeister in Mondovi tätig. Nach seiner Genesung von einer Augenkrankheit wirkte er als Geistlicher bei den Truppen des Königs von Piemont im Krieg gegen Frankreich. Durch seinen Hilfseinsatz bei Verwundeten, gewann er das Ansehen von beiden Kriegsparteien. Nach dem Ende des Krieges lebte er im Kapuzinerkloster von Turin. Besonders wurde er geschätzt als Seelenführer und geistlicher Leiter der Laienbrüder. Außerdem widmete er sich aufopferungsvoll den Bedürftigen und Kranken von Turin.
Ignatius wurde von Papst Paul VI. 1966 selig- und von Papst Johannes Paul II. 2002 heiliggesprochen.